# Deutscher Soldatenfriedhof Brieulles-sur-Meuse
Het Deutscher Soldatenfriedhof Brieulles-sur-Meuse is een Duitse militaire begraafplaats met gesneuvelden uit de Eerste Wereldoorlog en gelegen in de Franse gemeente Brieulles-sur-Meuse in het department Meuse in de regio Grand Est.
Op de begraafplaats liggen 11.281 Duitse soldaten begraven die in de omgeving sneuvelden tijdens de operatie om de Maas over te steken eind 1914, begin 1915. De begraafplaats wordt beheerd door de Volksbund Deutsche Kriegsgräberfürsorge.